# كريس إيجيما
كريس إيجيما (بالإنجليزية: Chris Iijima)‏ هو موسيقي أمريكي، ولد في 1948، وتوفي في 2005.

## وصلات خارجية
- كريس إيجيما على موقع ميوزك برينز (الإنجليزية)